# Red Lips
Red Lips (кир. Ред Ліпс, досл. укр. червоні уста) — польський музичний гурт, заснований в 2009 році (за іншою версією — в 2010-му) у Варшаві з ініціативи співачки Йоанни Лазер («Рудої») та гітариста, композитора Лукаша Лазера. Музики працюють в жанрах поппанк, рок та електро.
Учасники телевізійного шоу «Must Be The Music» 2011 року, де дістались півфіналу, після чого побачили світ прем'єри — «Lepszy model» та «Instrukcja obsługi».
Популярність гурту настала завдяки синглу «To co nam było» («Що з нами сталося»), котрий побачив світ 3 червня 2013 року. Його авторами стали Йоанна Лазер (тоді — Чарнецька) та Рох Поліщук. Пісня стала хітом, кількість переглядів на ютубі вже за три місяці сягнула майже 10 мільйонів переглядів. 
Пісня дала назву прем'єрному альбомові гурту, котрий вийшов 8 жовтня 2013 року. Крім вже згаданого хіту, туди увійшли популярні пісні «Czarne i Białe», «Instrukcja Obsługi», «Zanim Odejdziesz» та інші. Через рік вже було продано понад 15 тисяч примірників диску.
Другий альбом гурту — «Zmiana planu» («Зміна плану») — вийшов 23 листопада 2016 року. До альбому увійшли 15 нових рокових пісень загальним часом виконання 50 хв.

## Склад гурту
- Йоанна Лазер (Joanna Lazer) — вокал
- Лукаш Лазер (Łukasz Lazer) — гітара
- Войцех Мєчниковські (Wojciech Miecznikowski) — бас-гітара
- Марек Сєрошевські (Marek Sieroszewski) — ударні

## Дискографія
Студійні альбоми:
- To co nam było (2013)
- Zmiana planu (2016)
- Red Lips na święta (2018)
- Ja wam zatańczę (2019)